# Oxepán
Az oxepán tűzveszélyes folyadék. Heterogyűrűs vegyület, neve a Hantzsch–Widman-nevezéktan szerinti. Összegképlete C6H12O.
Kationképző anyagokkal (pl. (C2H5)3OSbCl6-tal) polimerizálható. A polimer szilárd, kristályos anyag, olvadáspontja 56–58 °C.

## Fordítás
Ez a szócikk részben vagy egészben  az   Oxepane című angol Wikipédia-szócikk fordításán alapul.  Az eredeti cikk szerkesztőit annak laptörténete sorolja fel. Ez a jelzés csupán a megfogalmazás eredetét és a szerzői jogokat jelzi, nem szolgál a cikkben szereplő információk forrásmegjelöléseként.